# Opel Kadett Strolch
 (octobre 2024).
L’Opel Kadett Strolch était le prototype d’une Opel Kadett découvrable basée sur le modèle économique KJ 38.

## Historique
La berline découvrable a été développée en 1938, mais elle n’a pas été produite en série. Les raisons étaient notamment la rareté des ressources en acier à l’approche de la Seconde Guerre mondiale et des volumes potentiellement faibles dans ce segment. Des photos du modèle ont été retrouvées dans les archives de l’usine Opel de Rüsselsheim en 2008.
Il existait au total six prototypes, mais ils disparurent pendant la guerre. Une brochure prête à imprimer contenant des informations techniques montre que la voiture était plus qu’un simple véhicule d’essai. Cependant, il n’est pas certain que le nom du modèle aurait réellement été «Strolch», car la brochure publicitaire ne mentionne qu’une « Kadett biplace ». Le terme « Strolch », retrouvé sur les photos d’archives, était plutôt un surnom interne.
La technologie de la Kadett KJ 38 était cachée sous une carrosserie ouverte et autoportante. Le moteur quatre cylindres de 1,1 litre à soupapes verticales produisait 23 ch (17 kW). La puissance était transmise depuis une boîte de vitesses à trois vitesses et un arbre à cardan vers l’essieu arrière rigide suspendu à des ressorts à lames. L’essieu avant rigide provenait de l’Opel P4. Selon la brochure, la voiture, qui pèse 755 kilogrammes, « atteint une vitesse de pointe de 98 km/h et une performance continue et sûre sur autoroute de 85 km/h »,.

## Redécouverte et reconstruction
Après avoir découvert les photos, l’idée de reproduire la voiture est née. Le plan a été mis en œuvre en 2008. Comme il n’existait plus de dessins de conception, le département Classique de l’usine Opel a reconstruit la voiture sur la base des photos et de la brochure. Une Kadett de 1938, achetée en tant que modèle pour les pièces de rechange, a servie de base.
Lors de la reconstruction, l’arrière courbé en une seule pièce a été une tâche particulièrement difficile pour le département de construction de la carrosserie. Pour des raisons de stabilité, l’extrémité est réalisée en une seule pièce. Pour accéder au coffre, les bagages doivent donc être chargés par l’habitacle. "La conception et la construction de la capote en tissu sans documentation précise ont également nécessité beaucoup d’imagination et de compréhension technique", a déclaré Opel.
Pour déterminer la couleur originale, les photographies ont été soumises à une analyse de la valeur de gris. Des informations sur les couleurs auraient été trouvées plus tard dans des documents d’archives. Les reconstructeurs ont conclu que la «Strolch» était peinte en rouge vif.
En 2009, l’Opel Kadett Strolch a été présentée au public et a pu être vue lors du meeting d’automobile de collection dans les villas Opel. Aujourd’hui, la voiture fait partie de la collection de l’usine de Rüsselsheim prête à rouler et elle est également exposée lors d’événements de voitures anciennes.

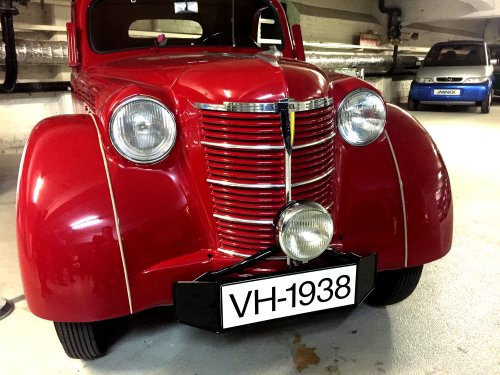
Partie avant; le VH sur la plaque d’immatriculation fantastique représente l’État populaire de Hesse
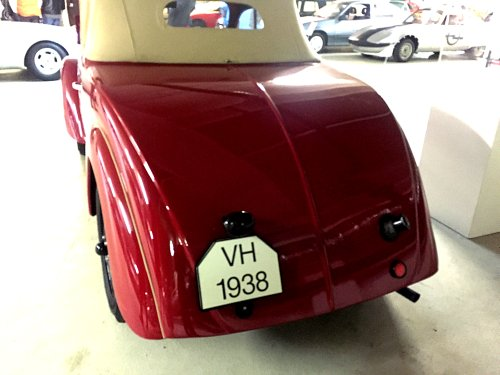
Arrière sans capote; Les bagages ont été chargés depuis l’intérieur
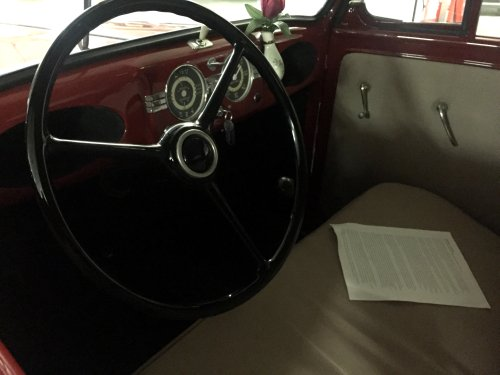
Vue intérieure avec instruments montés au milieu
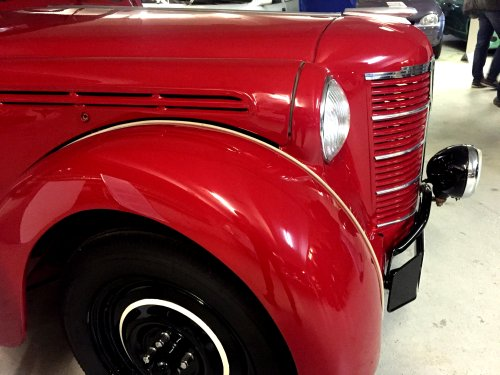
Profil avant de la voiture avec phares supplémentaires, d’après les photos d’archives